# Bibliothèque de l'université de Kinshasa
La Bibliothèque de l’université de Kinshasa (anciennement Bibliothèque de l'université Lovanium) a été créée en 1953 en même temps que son université. Elle est située à Kinshasa, en République démocratique du Congo (RDC).

## Présentation
Dotée d'une salle de lecture de 500 places, la bibliothèque centrale dispose d'environ 6 700 ouvrages liés à dix des douze facultés de l'UNIKIN (agronomie, droit, économie, médecine, lettres et sciences humaines, pharmacie, polytechnique, psychologie et sciences de l'éducation, sciences, sciences sociales, administratives et politiques). Deux facultés nouvellement créées n'ont pas encore de bibliothèque, ni d'animateur. La centrale est appelée à coordonner ces futures bibliothèques.
La bibliothèque centrale de l'université est dirigée par un bibliothécaire en chef (BC) qui en est le directeur, secondé par un adjoint (BCA) qui s'occupe des départements de la centrale et des bibliothèques facultaires.
Depuis 2012, la bibliothèque de l'université de Kinshasa accueille un point d'accès à l'information (PAI) doté de six postes de travail.